# 淺灰色
淺灰色又名珍珠灰色，是一種顏色（英文：Light Gray，Pearl Gray）是灰色顏色之一，是灰帶白的色彩。
三原色光模式RGB值為（211,211,211）、印刷四分色模式CMYK值為（0,0,0,17）、HSV色彩属性模式值為（0,0,83）。